# The Alienist – Die Einkreisung
The Alienist – Die Einkreisung (Originaltitel: The Alienist, englisch für Der Seelenarzt) ist eine US-amerikanische Krimiserie, die auf dem Roman Die Einkreisung (in Original The Alienist) von Caleb Carr basiert.

## Handlung

### Staffel 1 – Die Einkreisung
Jede Folge wird von folgendem Prolog eingeleitet:

“In the 19th Century, persons suffering from mental illness were thought to be alienated from their own true natures. Experts who studied them were therefore known as alienists.”

„Im 19. Jahrhundert dachte man, dass jene, die geisteskrank waren, sich von ihren wahren Seelen entfremdet hätten. Die Fachkundigen, die sie untersuchten, wurden daher damals Seelenärzte genannt.“

1896 wird Theodore Roosevelt zum „Commissioner“ der Polizei (in etwa Polizeipräsident) in New York ernannt und will mit der Korruption innerhalb seiner Behörde aufräumen.
Als junge, männliche Prostituierte, die sich als junge Mädchen verkleidet hatten, einer grausamen Mordserie zum Opfer fallen, betraut Roosevelt heimlich den Psychologen Dr. Laszlo Kreizler und den Zeitungs-Illustrator John Schuyler Moore mit den Ermittlungen. Roosevelt, Kreizler und Moore sind alte Studienfreunde aus Harvard. Moore gehört zum New Yorker Establishment, während Kreizler aus einer wohlhabenden vermutlich österreichisch-ungarischen Familie stammt und kein US-Bürger ist. Ihnen zur Seite stehen Sara Howard, familiäre Freundin von Moore, Sekretärin Roosevelts und erste weibliche Angestellte des New York City Police Department, und die Zwillinge und Kriminalbeamten Marcus und Lucius Isaacson, deren jüdischer Glaube ihnen bei den Ermittlungen des Öfteren zum Problem wird.
Dem entgegen stehen Chief Byrnes und sein Gehilfe Captain Connor. Sie gehören zum alten Schlag der Polizei und bewegen sich nicht immer auf der „richtigen“ Seite des Gesetzes; Tatsachen werden von ihnen gerne verschleiert oder verdreht, Ermittlungen in falsche Richtungen gelenkt. Sie sind auch nicht mit den neuen, psychologischen Ermittlungsmethoden Dr. Kreizlers einverstanden und torpedieren diese.
Als erster Verdächtiger gilt der Sohn der wohlhabenden und einflussreichen Familie van Bergen. Der Polizei ist er als verwöhnte, exzentrisch und sexuell perverse Person bekannt; die angesehene Familie steht aber unter dem Schutz der Polizei und wird von Chief Byrnes gedeckt. Nachdem weitere Leichen auftauchen, beschließt Roosevelt, doch gegen van Bergen vorzugehen und ihn zu verhaften. Captain Connor verhindert dies jedoch, indem er eine falsche Adresse ins Spiel bringt. Der beim Einsatz persönlich anwesende Roosevelt ist darüber äußerst verärgert und degradiert Connor noch vor Ort vor allen anwesenden Polizisten.
Nach dieser Schmach geht Connor auf die Suche nach van Bergen, dessen Eltern ihn vor dem Zugriff der Polizei schützen und ihn nach Argentinien senden wollen. Die Verfolgungsjagd endet auf der oberste Spitze einer Brückenbaustelle. Im Streit schießt Connor van Bergen nieder und wirft seine Leiche in den Fluss. Da sie nicht wieder auftaucht, gehen alle davon aus, dass van Bergen es doch nach Argentinien geschafft hat.
Die Morde hören jedoch nicht auf und somit kann van Bergen nicht der Täter sein. Dr. Kreizler hatte das bereits vermutet, da das psychologische Profil des Täters ein anderes sein musste. Die gemeinsamen Überlegungen der Gruppe um Dr. Kreizler gehen in die Richtung Kriegstrauma eines ehemaligen Soldaten, weshalb sie sich auf der Suche durch diverse psychologische Kliniken und Krankenhäuser begeben.
Im St. Elizabeth Hospital in Washington, D.C. stoßen Dr. Kreizler und Moore auf den Namen John Beecham. Sara verfolgt dessen Spur bis in den Heimatort in New York State und Kreizler und Moore fahren zu dessen Bruder Adam Dury nach Boston. Während der Befragung Durys stellt sich heraus, dass sein Bruder aufgrund eines durch das Massaker an den Eltern erlittenen Traumas seinen Namen geändert hat, wobei er den Nachnamen des Peinigers (Beecham) annahm. Seinen Vornamen tauschte er dabei von „George“ in „John“.
Connor hat inzwischen einen Profikiller („Der Schwede“ genannt) auf Kreizler angesetzt, um ihn an der Aufklärung der Morde zu hindern und die Polizei damit der Lächerlichkeit preiszugeben; Kreizler wird bei dem Anschlag aber nur verletzt. Zurück in New York kommen sie Beecham über das Büro der Volkszählung, für das er einige Jahre zuvor gearbeitet hatte, auf die Spur. Kreizler und Moore stellen ihn in einem Wasserspeicher, werden aber niedergeschlagen. Beecham, der einen weiteren Strichjungen (Joseph) in seiner Gewalt hat, möchte den erwachenden Kreizler bei seiner neuen Bluttat zusehen lassen. Connor, der Moore und den Doktor verfolgt hatte, erschießt Beecham und hat das nun auch mit Kreizler vor, um den Ruhm der Aufklärung alleine in Anspruch nehmen zu können. Er wird nun seinerseits aber von Sara gestört, wendet sich ihr zu und würgt sie. Diese erschießt ihn daraufhin mit einer Deringer.
Roosevelt dankt Moore und Sara für die Lösung des Falles, muss aber, um das Gesicht und Ansehen der Polizei und das der Hinterbliebenen zu wahren, Connor bei einer öffentlichen Ehrung würdigen. Chief Byrnes grinst dazu süffisant. Kreizler und die Isaacsons obduzieren Beechams Gehirn, können aber keine krankhafte Veränderung feststellen. Kreizler ist enttäuscht darüber und deutet die Untersuchung als kompletten Fehlschlag für seine psychologische Forschung anhand dieses Falles.

### Staffel 2 – Engel der Finsternis
Ein Baby verschwindet spurlos aus einem Krankenhaus. Ins Fadenkreuz der Ermittler gerät die junge Mutter selbst. Kreizlers Versuche, sie zu entlasten, scheitern. Sie wird in einem Gerichtsprozess, obwohl das Kind nicht gefunden werden konnte, des Kindsmordes für schuldig befunden und auf dem Elektrischen Stuhl trotz großer Proteste hingerichtet.
Sara arbeitet mittlerweile als selbständige Privatdetektivin. Sie übernimmt den Auftrag, ein entführtes Baby wiederzufinden. Doch dann wird das tote Kind der hingerichteten Mutter doch noch in einem Kaufhaus gefunden.
In einem Nebenstrang wird von Moores Verlobung mit der Tochter von Randolph Hearst erzählt, während er gleichzeitig eine Affäre mit Sara beginnt. Kreizler wiederum freundet sich mit einer Psychologin an, die eine Professur in Wien bei Sigmund Freud erhalten hat, und überlegt nun, sie zu begleiten.

## Hintergrund
Die erste Staffel wurde vom 1. April bis zum 25. September 2017 in Budapest gedreht. In den USA strahlte TNT die erste Folge der Serie am 22. Januar und die letzte Folge am 26. März 2018 aus. In Deutschland wurde die Serie am 19. April 2018 bei Netflix verfügbar.
Im August 2018 gab TNT die Produktion einer weiteren Miniserie, die auf dem zweiten Roman Engel der Finsternis basiert und eine Fortsetzung zu Die Einkreisung ist, bekannt. Die drei Hauptdarsteller Daniel Brühl, Luke Evans und Dakota Fanning werden ihre Rollen weiterführen.
TNT strahlte die zweite Staffel zwischen dem 19. Juli und 9. August 2020 aus. In Deutschland ist sie seit dem 22. Oktober 2020 auf Netflix verfügbar.

## Besetzung und Synchronisation
Für die Synchronisation zeigte sich die Berliner Synchron Wenzel Lüdecke verantwortlich. Das Dialogbuch schrieb Beate Gerlach, die auch Regie führte.
| Rolle               | Schauspieler       | Synchronsprecher     |
| ------------------- | ------------------ | -------------------- |
| Dr. Laszlo Kreizler | Daniel Brühl       | Daniel Brühl         |
| John Moore          | Luke Evans         | Jaron Löwenberg      |
| Sara Howard         | Dakota Fanning     | Lisa May-Mitsching   |
| Cyrus Montrose      | Robert Wisdom      | Tilo Schmitz         |
| Lucius Isaacson     | Matthew Shear      | Fabian Oscar Wien    |
| Marcus Isaacson     | Douglas Smith      | Henning Nöhren       |
| Theodore Roosevelt  | Brian Geraghty     | Marcus Off           |
| Captain Connor      | David Wilmot       | Reinhard Scheunemann |
| Stevie Taggert      | Matt Lintz         | Marco Eßer           |
| Mary Palmer         | Q’orianka Kilcher  |                      |
| Sergeant Doyle      | Martin McCreadie   | Gerrit Hamann        |
| Thomas Byrnes       | Ted Levine         | Hans Bayer           |
| Dr. Markoe          | Michael McElhatton |                      |
| Esther              | Daisy Bevan        |                      |
| J. P. Morgan        | Michael Ironside   | Jürgen Kluckert      |
| Mrs. Van Bergen     | Sean Young         |                      |
| Libby Hatch         | Rosy McEwen        | Franziska Endres     |

## Episodenliste

### Staffel 1 – Die Einkreisung
| Nr. (ges.) | Nr. (St.) | Deutscher Titel                      | Originaltitel          | Erstausstrahlung USA | Deutschsprachige Erstveröffentlichung (D/A/CH) | Regie            | Drehbuch                                       |
| ---------- | --------- | ------------------------------------ | ---------------------- | -------------------- | ---------------------------------------------- | ---------------- | ---------------------------------------------- |
| 1          | 1         | Der Junge auf der Brücke             | The Boy on the Bridge  | 21. Jan. 2018        | 19. Apr. 2018                                  | Jacob Verbruggen | Hossein Amini                                  |
| 2          | 2         | Fruchtbare Partnerschaft             | A Fruitful Partnership | 29. Jan. 2018        | 19. Apr. 2018                                  | Jacob Verbruggen | Hossein Amini & E. Max Frye                    |
| 3          | 3         | Silbernes Lächeln                    | Silver Smile           | 5. Feb. 2018         | 19. Apr. 2018                                  | Jacob Verbruggen | Gina Gionfriddo                                |
| 4          | 4         | Blutige Gedanken                     | These Bloody Thoughts  | 12. Feb. 2018        | 19. Apr. 2018                                  | James Hawes      | Gina Gionfriddo & Cary Joji Fukunaga           |
| 5          | 5         | Die Lehre des Hildebrandt Glanzstars | Hildebrandt’s Starling | 19. Feb. 2018        | 19. Apr. 2018                                  | James Hawes      | E. Max Frye                                    |
| 6          | 6         | Christi Himmelfahrt                  | Ascension              | 26. Feb. 2018        | 19. Apr. 2018                                  | Paco Cabezas     | E. Max Frye                                    |
| 7          | 7         | Viele heilige Männer                 | Many Sainted Men       | 5. März 2018         | 19. Apr. 2018                                  | Paco Cabezas     | John Sayles                                    |
| 8          | 8         | Psychopathia Sexualis                | Psychopathia Sexualis  | 12. März 2018        | 19. Apr. 2018                                  | David Petrarca   | John Sayles                                    |
| 9          | 9         | Requiem                              | Requiem                | 19. März 2018        | 19. Apr. 2018                                  | Jamie Payne      | Hossein Amini                                  |
| 10         | 10        | Das Schloss im Himmel                | Castle in the Sky      | 26. März 2018        | 19. Apr. 2018                                  | Jamie Payne      | Cary Joji Fukunaga, John Sayles & Chase Palmer |

### Staffel 2 – Engel der Finsternis
| Nr. (ges.) | Nr. (St.) | Deutscher Titel              | Originaltitel         | Erstausstrahlung USA | Deutschsprachige Erstveröffentlichung (D/A/CH) | Regie         | Drehbuch                      |
| ---------- | --------- | ---------------------------- | --------------------- | -------------------- | ---------------------------------------------- | ------------- | ----------------------------- |
| 11         | 1         | Aus dem Munde der Unmündigen | Ex Ore Infantium      | 19. Juli 2020        | 22. Okt. 2020                                  | David Caffrey | Stuart Carolan                |
| 12         | 2         | Etwas Böses                  | Something Wicked      | 19. Juli 2020        | 22. Okt. 2020                                  | David Caffrey | Stuart Carolan                |
| 13         | 3         | Labyrinth                    | Labyrinth             | 26. Juli 2020        | 22. Okt. 2020                                  | Clare Kilner  | Gina Gionfriddo               |
| 14         | 4         | Goldener Käfig               | Gilded Cage           | 26. Juli 2020        | 22. Okt. 2020                                  | Clare Kilner  | Alyson Feltes                 |
| 15         | 5         | Im Bauch des Ungeheuers      | Belly of the Beast    | 2. Aug. 2020         | 22. Okt. 2020                                  | Clare Kilner  | Gina Gionfriddo & Karina Wolf |
| 16         | 6         | Memento mori                 | Memento Mori          | 2. Aug. 2020         | 22. Okt. 2020                                  | David Caffrey | Alyson Feltes                 |
| 17         | 7         | Letzte Abfahrt nach Brooklyn | Last Exit to Brooklyn | 9. Aug. 2020         | 22. Okt. 2020                                  | David Caffrey | Tom Smuts & Amy Berg          |
| 18         | 8         | Bessere Engel                | Better Angels         | 9. Aug. 2020         | 22. Okt. 2020                                  | David Caffrey | Karina Wolf                   |

## Rezeption
The Alienist erhielt in seiner Auftaktstaffel gemischte Kritiken. Rotten Tomatoes schreibt der Serie 63 % positive Kritiken zu (Stand 26. März 2018). Verne Gay von Newsday urteilte zum Beispiel: „Was auf den Buchseiten wohl noch zum Leben erweckt wurde, tut sich schwer, auf dem Bildschirm Funken zu schlagen – zugegeben ist es auch nicht leicht, durch die Dunstglocke und die Schatten zu treten, die es zu verschlingen drohen.“
Bjarne Bock vom Branchenportal Serienjunkies.de schrieb in seiner Bewertung der Pilotepisode: „Alles in allem scheint im Fall von The Alienist die bedenkliche und doch weit verbreitete Maxime Style over substance zu stehen. Inszenatorisch und auch schauspielerisch ist die Serie einwandfrei, wenn nicht sogar herausragend.“ Die größte Schwäche stelle jedoch das Drehbuch dar, das weder mit einer spannenden Handlung, noch mit guter Charakterzeichnung oder gelungenen Dialogen daherkäme.
Die Serie wurde 2018 für den Saturn Award als beste Action-/Thrillerserie und Dakota Fanning als beste TV-Nebendarstellerin nominiert. Auch für die Golden Globes 2019 wurde The Alienist in der Kategorie „Beste Miniserie oder Fernsehfilm“ sowie Daniel Brühl als „bester Hauptdarsteller, Miniserie oder Fernsehfilm“ nominiert.